# Money from Home (película)
Money from Home (El jinete loco en España y México, Suerte al Galope en Latinoamérica), es una comedia protagonizada por Jerry Lewis y Dean Martin.

## Elenco
- Dean Martin como Herman "Honey Talk" Nelson.
- Jerry Lewis como Virgil Yokum.
- Marjie Millar como Phyllis Leigh.
- Patricia "Pat" Crowley como la Dra. Autumn Claypool.
- Richard Haydn como Bertie Searles.
- Robert Strauss como un niño pocas veces visto.
- Gerald Mohr como Marshall Preston.
- Sheldon Leonard como Jumbo Schneider.
- Romo Vincent como The Poojah.
- Jack Kruschen como Short Boy.
- Charles Horvath como Big Midge (anunciado como Charles Frank Horvath).
- Richard Reeves como el ruso Henry (anunciado como Richard J. Reeves).
- Lou Lubin como Sam.
- Frank Richards como conductor de camión enojado.
- Harry Hayden como juez de primera carrera.

## Otros créditos
- Color: Technicolor.
- Sonido: Western Electric Recording.
- Sonido: Harry Lindgren y Gene Garvin.
- Asistente de dirección: Michael D. Moore.
- Dirección artística:  Henry Bumstead y Hal Pereira.
- Decorados: Sam Comer y Ross Dowd.
- Diseño de vestuario: Edith Head.
- Maquillaje: Wally Westmore.

## Producción
La undécima película del equipo, Money from Home, fue la primera película de Martin y Lewis hecha en color, aunque sí hicieron un cameo en color en la película de 1952 de Bob Hope y Bing Crosby, Road to Bali. Fue filmada del 9 de marzo al 1 de mayo de 1953.
Money From Home es también la única película de Martin y Lewis hecha en 3-D, habiendo sido filmada con la plataforma de la cámara 3D de Technicolor, que expuso seis tiras de película en sincronización. Fue la segunda y última vez que se utilizó la plataforma. La película también fue la tercera y última vez que una de las características del equipo estuvo disponible con una banda sonora estereofónica de 3 pistas de Western Electric. Esta banda sonora ahora está perdida.
La película se estrenó en la víspera de Año Nuevo de 1953 como un adelanto especial en 322 salas. Debido a un problema técnico en Technicolor, los pares de impresiones necesarios para 3-D no estaban disponibles, por lo que la película fue vista previa en 2-D. La película se estrenó en febrero de 1954.
Lewis recibió un crédito adicional en pantalla: "Material especial en los números de las canciones organizados por Jerry Lewis". Fue la única vez durante las producciones del equipo que Lewis recibió crédito creativo, a pesar de coescribir y codirigir varias de las películas.

## Medios domésticos
Después de ser excluido de las colecciones de DVD de Paramount Pictures Martin y Lewis, lanzadas en 2006 y 2007, Money from Home vio un lanzamiento en DVD de un solo disco el 1 de julio de 2008 y un lanzamiento en Blu-ray el 27 de junio de 2017.